# EuroVelo

Carte des itinéraires EuroVelo en 2020.

EuroVelo est un réseau de 17 itinéraires cyclables ou véloroutes de longue distance à travers l'Europe. Porté par la fédération européenne des cyclistes (ECF), il totalise plus de 91 500 km. En 2020, les véloroutes européennes sont aménagées à hauteur de 45 000 km.

## Historique
Les premières discussions de création d'un réseau européen remontent à 1990 , puis à la suite du lancement en 1993 du Danmarks nationale cykelruter, le réseau cyclable danois. En 1995, un groupe de travail au sein de l'ECF table sur la création d'un réseau de 12 itinéraires.
En 1997, l'association fait une demande de financement du projet EuroVelo à la Commission européenne. En septembre 1997, l'ong PlanèteVtt d'Angers (France) organise durant 3 jours dans le parc naturel de Brière près du port de Piriac-sur-Mer et sur la Loire à vélo une rencontre de professionnels internationaux du développement et du conseil en agri-vélotourisme en vue de créer un programme de coopération européen COST avec les Directions générales de l'UE Agriculture, Transport, Environnement, Regio[Quoi ?] ainsi que les universités de Tours, d'Angers, de Nantes, l'ESA, l'Ademe et l'Institut national de la jeunesse et de l'éducation populaire (Injep).
En novembre a lieu à Logroño  en Espagne le lancement officiel du projet. La première ouverture intervient en 2001 : l'EuroVelo 12 (« Véloroute de la Mer du Nord  ») . Depuis août 2007, l'ECF assume l'entière responsabilité du projet. En 2011, L'ECF avait pour objectif l'achèvement du réseau EuroVelo (à l'époque 14 itinéraires pour 70 000 km) en 2020. Cette année-là, sont ajoutés les EuroVelo 13 ( « véloroute du Rideau de Fer ») et 15 (« Véloroute Rhin »). En 2014, EuroVelo est intégré au réseau transeuropéen de transport (RTE-T) de l'Union européenne. L'EuroVelo 15 devient la première véloroute à être certifiée.
L'EuroVelo 17 (« ViaRhôna ») rejoint le réseau en 2016. En 2019, l'EuroVelo 19 (« Meuse à Vélo »),  est, à ce jour, la dernière à rejoindre le réseau.

## Cahier des charges

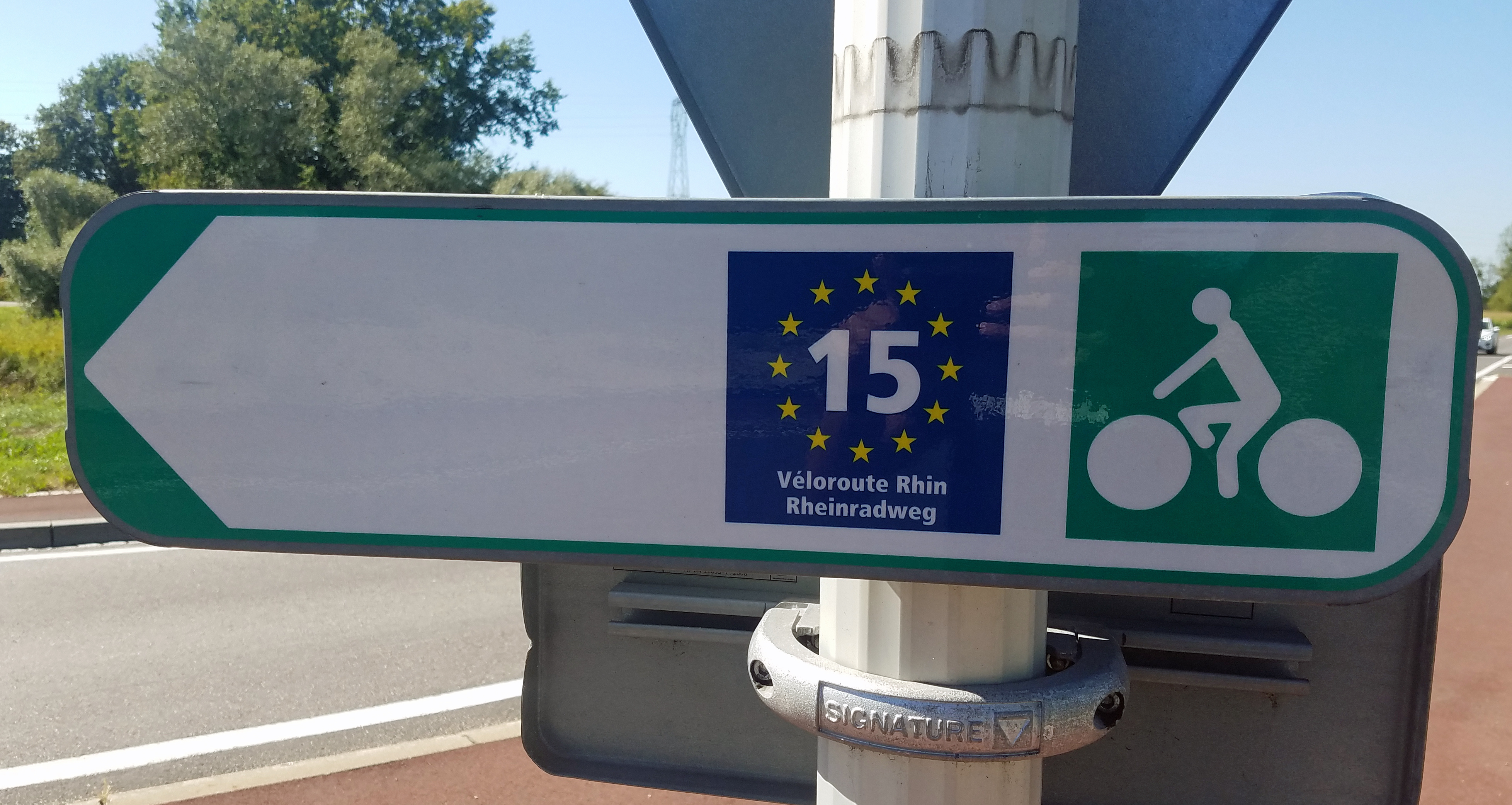
Logo de l'EuroVelo 15 en France.

Les voies cyclables européennes EuroVelo répondent au cahier des charges suivant :
- utiliser des routes cyclables nationales ou régionales des pays impliqués ;
- traverser au moins deux pays ;
- avoir une longueur minimum de 1 000 km ;
- disposer d'une identité clairement identifiable, commercialisable au niveau international ;
- comporter un plan de réalisation effectif (partenaires, plan d'affaires, planification) ;
- comporter une signalisation conforme aux normes des pays/régions concernés, sans lacune et visible dans les deux directions ;
- comporter une signalisation spécifique à l'EuroVelo conforme aux recommandations dans ce domaine de la Commission économique pour l'Europe des Nations unies (United Nations Economic Commission for Europe ou UNECE) et de la Fédération européenne des cyclistes (European Cyclists’ Federation ou ECF).

## Itinéraires des EuroVelo
| Numéro             | Nom                                           | Longueur (km) | Pays traversés | Villes traversées |
| ------------------ | --------------------------------------------- | ------------- | --- | --- |
| EuroVelo 1 (EV1)   | Atlantic Coast Route                          | 11 150        | Norvège Royaume-Uni Irlande France Espagne Portugal | - Cap Nord (EV7, EV11) - Tromsø - Vestvågøy - Bodø - Trondheim (EV3) - Ålesund - Bergen (EV12) - Aberdeen (EV12) - Inverness (EV12) - Glasgow - Stranraer - Belfast - Galway (EV2) - Cork - Rosslare - Fishguard - Bristol (EV2) - Plymouth - Roscoff (EV4) - Nantes (EV6) - La Rochelle - Royan - Arcachon - Hendaye - Pampelune (EV3) - Burgos (EV3) - Salamanque - Huelva - Faro - Sagres - Lisbonne - Porto - Caminha |
| EuroVelo 2 (EV2)   | Véloroute des Capitales                       | 5 000         | Irlande Royaume-Uni Pays-Bas Allemagne Pologne Biélorussie Russie | - Galway (EV1) - Dublin - Holyhead - Bristol (EV1) - Londres (EV5) - Harwich (EV12) - Hoek van Holland (EV12, EV15, EV19) - La Haye (EV12) - Utrecht (EV15) - Arnhem (EV15) - Münster (EV3) - Berlin (EV7) - Poznań (EV9) - Varsovie (EV11) - Minsk - Smolensk - Moscou |
| EuroVelo 3 (EV3)   | Véloroute des Pèlerins                        | 5 300         | Norvège Suède Danemark Allemagne Belgique France Espagne | - Trondheim (EV1) - Røros - Lillehammer - Oslo (EV12) - Göteborg (EV12) - Frederikshavn (EV12) - Viborg - Padborg (EV10) - Flensbourg (EV10) - Hambourg (EV12) - Münster (EV2) - Düsseldorf (EV4, EV15) - Cologne (EV4, EV15) - Bonn (EV4, EV15) - Aix-la-Chapelle - Liège (EV19) - Namur (EV5, EV19) - Charleroi (fait partie du RAVeL) - Compiègne - Paris - Orléans (EV6) - Tours (EV6) - Bordeaux - Saint-Jean-Pied-de-Port - Pampelune (EV1) - Burgos (EV1) - León - Saint-Jacques-de-Compostelle                                                                               |
| EuroVelo 4 (EV4)   | Véloroute de l'Europe Centrale                | 5 100         | France Belgique Pays-Bas Allemagne République tchèque Pologne Ukraine | - Roscoff (EV1) - Saint-Malo - Le Havre - Calais (EV5) - Dunkerque - Ostende (EV12) - Zeebruges (EV12) - Flessingue (EV12) - Breda - Eindhoven - Düsseldorf (EV3, EV15) - Cologne (EV3, EV15) - Bonn (EV3, EV15) - Coblence (EV15) - Mayence (EV15) - Francfort - Prague (EV7) - Brno (EV9) - Cracovie (EV11) - Lviv - Kiev |
| EuroVelo 5 (EV5)   | Via Romea Francigena                          | 3 200         | Royaume-Uni France Belgique Luxembourg Allemagne France Suisse Italie | - Canterbury (EV2) - Greenwich - Dartford - Rochester - Cantorbéry - Douvres - Calais (EV4) - Roubaix - Bruxelles - Namur (EV3, EV19) - Luxembourg - Sarrebruck - Sarreguemines - Strasbourg (EV15) - Bâle (EV6, EV15) - Lucerne - Andermatt (EV15, EV17) - Milan - Piacenza (EV8) - Parme - Florence (EV7) - Sienne - Rome (EV7) - Brindisi |
| EuroVelo 6 (EV6)   | Véloroute des fleuves, Atlantique - Mer Noire | 4 450         | France Suisse Allemagne Autriche Slovaquie Hongrie Croatie Serbie Bulgarie Roumanie | - Saint-Brevin-les-Pins - Nantes (EV1) - Tours (EV3) - Orléans (EV3) - Besançon - Mulhouse - Bâle (EV5, EV15) - Schaffhausen (EV15) - Ulm - Passau (EV7) - Linz (EV7) - Melk - Vienne - Bratislava (EV13) - Bratislava (EV13) - Osijek (variante) - Belgrade (EV11) - Belene (variante) - Constanța |
| EuroVelo 7 (EV7)   | Véloroute du Soleil                           | 7 700         | Norvège Finlande Suède Danemark Allemagne République tchèque Autriche Allemagne Autriche Italie Malte | - Cap Nord (EV1, EV11) - Lakselv (EV11) - Kaaresuvanto - Luleå (EV10) - Umeå - Sundsvall (EV10) - Örebro - Varberg (EV12) - Helsingborg - Malmö (EV10) - Copenhague (EV10) - Rostock (EV10, EV13) - Berlin (EV2) - Potsdam - Dresde - Ústí nad Labem - Prague (EV4) - České Budějovice - Linz (EV6) - Passau (EV6) - Salzbourg - Lienz - Mantoue (EV8) - Bologne - Florence (EV5) - Rome (EV5) - Naples - Messine - Catane - Pozzallo - La Valette |
| EuroVelo 8 (EV8)   | Véloroute de la Méditerranée                  | 7 500         | Espagne France Monaco Italie Slovénie Croatie Bosnie-Herzégovine Croatie Monténégro Albanie Grèce Turquie Chypre                                                                                            | - Cadix - Grenade - Valence - Barcelone - Narbonne - Sète (EV17) - Nice - Monte-Carlo - Turin - Piacenza (EV5) - Mantoue (EV7) - Venise - Trieste (EV9) - Koper/Capodistria (EV9) - Pula (EV9) - Split - Neum - Dubrovnik - Kotor - Podgorica - Tirana - Patras - Corinthe - Athènes (EV11) - Izmir - Limassol |
| EuroVelo 9 (EV9)   | Baltique - Adriatique                         | 2 050         | Pologne République tchèque Autriche Slovénie Italie Slovénie Croatie | - Gdańsk (EV10, EV13) - Poznań (EV2) - Wrocław - Olomouc - Brno (EV4) - Vienne (EV6) - Wiener Neustadt - Bad Radkersburg - Maribor - Ljubljana - Trieste (EV8) - Koper/Capodistria (EV8) - Pula (EV8) |
| EuroVelo 10 (EV10) | Véloroute de la Baltique                      | 9 000         | Russie Finlande Suède Danemark Allemagne Pologne Russie Lituanie Lettonie Estonie Russie | - Saint-Pétersbourg (EV13) - Vyborg (EV13) - Virolahti (EV13) - Helsinki (EV11) - Turku - Pori - Vaasa - Oulu (EV11) - Luleå (EV7) - Umeå - Sundsvall (EV7) - Uppsala - Stockholm - Linköping - Ystad - Malmö (EV7) - Copenhague (EV7) - Augustenborg - Padborg (EV3) - Flensbourg (EV3) - Kiel - Lübeck (EV13) - Rostock (EV7, EV13) - Gdynia - Gdańsk (EV9, EV13) - Elbląg - Kaliningrad (EV13) - Nida (EV13) - Klaipėda (EV13) - Palanga (EV13) - Ventspils - Jūrmala - Riga (EV13) - Pärnu (EV13) - Tallinn (EV11, EV13) - Sillamäe (EV13) - Narva (EV13) - Ivangorod (EV13)     |
| EuroVelo 11 (EV11) | Véloroute de l'Europe de l'Est                | 6 550         | Norvège Finlande Estonie Lettonie Lituanie Pologne Slovaquie Hongrie Serbie Macédoine du Nord Grèce | - Cap Nord (EV1, EV7) - Lakselv (EV7) - Inari (EV13) - Kemijärvi - Rovaniemi - Oulu (EV10) - Kuopio - Jyväskylä - Helsinki (EV10) - Tallinn (EV10) - Tartu - Sigulda - Daugavpils - Vilnius - Varsovie (EV2) - Radom - Cracovie (EV4) - Prešov - Košice - Tokaj - Szolnok - Szeged (EV13) - Belgrade (EV6) - Kruševac - Niš - Skopje - Thessalonique - Larissa - Athènes (EV8) |
| EuroVelo 12 (EV12) | Véloroute de la Mer du Nord                   | 7 050         | Norvège Suède Danemark Allemagne Pays-Bas Belgique Royaume-Uni | - Bergen (EV1) - Stavanger - Kristiansand - Oslo (EV3) - Göteborg (EV3) - Varberg (EV7) - Grenå - Frederikshavn (EV3) - Skagen - Hirtshals - Hanstholm - Esbjerg - Hambourg (EV3) - Bremerhaven - La Haye (EV2) - Hoek van Holland (EV2, EV15, EV19) - Flessingue (EV4) - Zeebruges (EV4) - Ostende (EV4) - Harwich (EV2) - Norwich - Newcastle - Édimbourg - Aberdeen (EV1) - Inverness (EV1) - John o' Groats - Orcades - Shetland |
| EuroVelo 13 (EV13) | Véloroute du Rideau de Fer                    | 10 550        | Norvège Finlande Russie Estonie Lettonie Lituanie Russie Pologne Allemagne Autriche République tchèque Slovaquie Hongrie Slovénie Croatie Serbie Roumanie Bulgarie Macédoine du Nord Grèce Turquie Bulgarie | - Kirkenes - Inari (EV11) - Salla - Ilomantsi - Lappeenranta - Virolahti (EV10) - Vyborg (EV10) - Saint-Pétersbourg (EV10) - Ivangorod (EV10) - Narva (EV10) - Sillamäe (EV10) - Tallinn (EV10) - Pärnu (EV10) - Riga (EV10) - Palanga (EV10) - Klaipėda (EV10) - Nida (EV10) - Kaliningrad (EV10) - Gdańsk (EV9, EV10) - Rostock (EV7, EV10) - Lübeck (EV10) - Dömitz - Dähre - Allstedt - Werdau - Retz - Břeclav - Bratislava (EV6) - Sopron - Szeged (EV11) - Varaždin - Subotica - Dimitrovgrad - Timișoara - Blagoevgrad - Stroumitsa - Edirne - Kırklareli - Tsarevo (Resovo) |
| EuroVelo 14 (EV14) | Lacs et Rivières d'Europe Centrale            | 1 125         | Autriche Hongrie | - Zell am See - Bischofshofen (EV7) - Radstadt - Graz - Feldbach (EV9) - Szentgotthárd (EV13) - Keszthely - Velence |
| EuroVelo 15 (EV15) | Véloroute Rhin                                | 1 500         | Suisse France Allemagne Pays-Bas | - Andermatt (EV5, EV17) - Chur - Rorschach - Schaffhausen (EV6) - Bâle (EV5, EV6) - Marckolsheim - Strasbourg (EV5) - Lauterbourg - Karlsruhe - Mannheim - Mayence (EV4) - Coblence (EV4) - Bonn (EV3, EV4) - Cologne (EV3, EV4) - Düsseldorf (EV3, EV4) - Arnhem (EV2) - Utrecht (EV2) - Rotterdam (EV19) - Hoek van Holland (EV2, EV12, EV19) |
| EuroVelo 16 (EV16) | Véloroute ibérique                            | 1 896         | Espagne Portugal | - Pampelune (EV1, EV3) - Madrid - Mérida (EV1) - Lisbonne |
| EuroVelo 17 (EV17) | Véloroute du Rhône                            | 1 250         | Suisse France | - Andermatt (EV5, EV15) - Sion - Montreux - Lausanne - Genève - Lyon - Valence - Avignon - Sète (EV8) |
| EuroVelo 19 (EV19) | Meuse à Vélo                                  | 1 050         | France Belgique Pays-Bas | - Langres - Verdun - Charleville-Mézières - Namur (EV3, EV5) - Liège (EV3) - Maastricht - Ruremonde - Bois-le-Duc - Hoek van Holland (EV2, EV12, EV15) - Rotterdam (EV15) |